# Hoppets tåg
Hoppets tåg (italienska: Il treno dei bambini) är en italiensk historisk dramafilm som hade premiär på strömningstjänsten Netflix den 2 december 2024. Filmen är regisserad av Cristina Comencini efter ett manus skrivet av Furio Andreotti, Viola Ardone och Giulia Calenda.

## Handling
Filmen kretsar kring den sjuårige pojken Amerigo som år 1946 lämnar sin fattiga familj i Neapel och går ombord på ett tåg för att bo hos en rikare familj i norr.

## Rollista (i urval)
- Barbara Ronchi – Derna
- Serena Rossi – Antonietta Speranza
- Christian Cervone – Amerigo Speranza
  - Stefano Accorsi – Amerigo som äldre
- Francesco Di Leva
- Antonia Truppo